# Russisch-ukrainischer Gasstreit
Der russisch-ukrainische Gasstreit war ein über Jahre hinweg immer wieder aufflammender Konflikt zwischen Russland und der Ukraine, der sich um die Fragen der Erdgaslieferungen an die Ukraine und die Fragen des Transits nach Europa drehte.
Der Konflikt begann erstmals im März 2005 mit der russischen Ankündigung, die alten sowjetischen Handelsmuster aufgeben zu wollen. Ab 2014 begann sich die Wirtschaft der zwei Länder zu entflechten. Ende 2021 deckte sich die Ukraine auf dem EU-Markt ein und kaufte kein Gas mehr direkt von Russland. Der Streit war wegen der anteilmäßig sehr hohen Mengen für die Ukraine und Europa wichtig.

## Überblick
Ursprünglich wurden die Preise für beide Leistungen, russisches Gas an die Ukraine und Transitleistung der Ukraine, miteinander verrechnet. Der Preis wurde stark vergünstigt, um die wirtschaftliche Nähe der Länder der ehemaligen Sowjetunion aufrechtzuerhalten.
Der Konflikt begann im März 2005, als Russland die Bedingungen für Transittransporte von Erdgas über ukrainisches Territorium nach Westeuropa sowie den Preis, den die Ukraine für Erdgasimporte zahlen sollte, zugunsten marktorientierter Preispolitik neu festlegte. Weil die Ukraine sich weigerte, den neuen Bedingungen zuzustimmen und ein Vertrag für 2006 bis zuletzt ausblieb, stellte Russland am 1. Januar 2006 die Gasexporte in die Ukraine ein. Dies führte kurzzeitig zu Lieferengpässen in verschiedenen europäischen Staaten. Aus wirtschaftlicher Sicht waren OAO Gazprom auf russischer Seite und NAK Naftohas auf ukrainischer Seite die Kontrahenten.
Der Streit hatte eine große Bedeutung für Europa, weil über die Ukraine im Jahr 2005 etwa 65 Prozent des russischen Gasexports nach Europa flossen (im Jahr 2010 waren es rund 75 Prozent) und weil die Ukraine selbst einer der größten Importeure von Gas war.
Laut dem The World Factbook war die Ukraine 2006 weltweit viertgrößter Importeur und sechstgrößter Verbraucher von Erdgas. Ursache dafür waren die nur wenig energieeffizienten Industriebetriebe sowie Verschwendung und Ineffizienz, die durch die zunächst sehr günstigen Gaspreise gefördert wurden: Im Verhältnis zum Bruttoinlandsprodukt weist die Ukraine den höchsten Gasverbrauch weltweit auf. Die Ukraine verbrauchte 80 Milliarden Kubikmeter Erdgas jährlich. 20 Milliarden stammten aus eigener Produktion, etwa 36 Milliarden wurden in Turkmenistan gekauft. 17 Milliarden bezog die Ukraine als Gegenleistung für den Transport russischen Erdgases nach Europa und der Rest (6 bis 8 Milliarden) wurden von Russland direkt gekauft.
- In der Ukraine läuft russisches Erdgas aus mehreren großen Pipeline-Trassen aus Nordsibirien (Druschba-Trasse, Südzweig Jamal/Nordlicht) und Zentralasien (Sojus) zusammen und wird durch die Transgas-Trasse über die Slowakei und Tschechien nach Westeuropa weitergeleitet. Bis zur Inbetriebnahme der Alternativtrasse Nord Stream im Jahr 2011 wurden etwa 80 Prozent des russischen Erdgases für Europa über die ukrainischen Pipelines transportiert.
- Die Opportunitätskosten, die Russland jährlich durch ermäßigte Gaspreise an die Ukraine entstehen, betragen etwa vier Milliarden Dollar.
- Der Anteil des an die Ukraine adressierten Gases an der Gesamtmenge, die durch sie gepumpt wird, beträgt etwa 20 Prozent.
- Die ukrainische Wirtschaft ist (nicht zuletzt wegen des billigen Gases) sehr energielastig. Die Ukraine war der sechstgrößte Erdgasverbraucher der Welt, ihr Verbrauch beträgt etwa 73 Milliarden Kubikmeter jährlich.
- Etwa 25 Prozent ihres Erdgasbedarfs produziert die Ukraine selbst, weitere 40 Prozent bezieht sie über Russland aus Turkmenistan. Die restlichen 35 Prozent kommen aus russischer Produktion.
- Durch die russische Subventionierung war der Gaspreis in der Ukraine bisher deutlich niedriger als in Russland selbst. In vielen Bereichen, vor allem in der Metallindustrie, belieferte die Ukraine dadurch den russischen Markt zu Dumpingpreisen und übervorteilte so die russischen Produzenten.
- Einen Teil ihres für 50 Dollar erworbenen Gases verkaufte die Ukraine für 260 Dollar an Rumänien.

## Geschichte

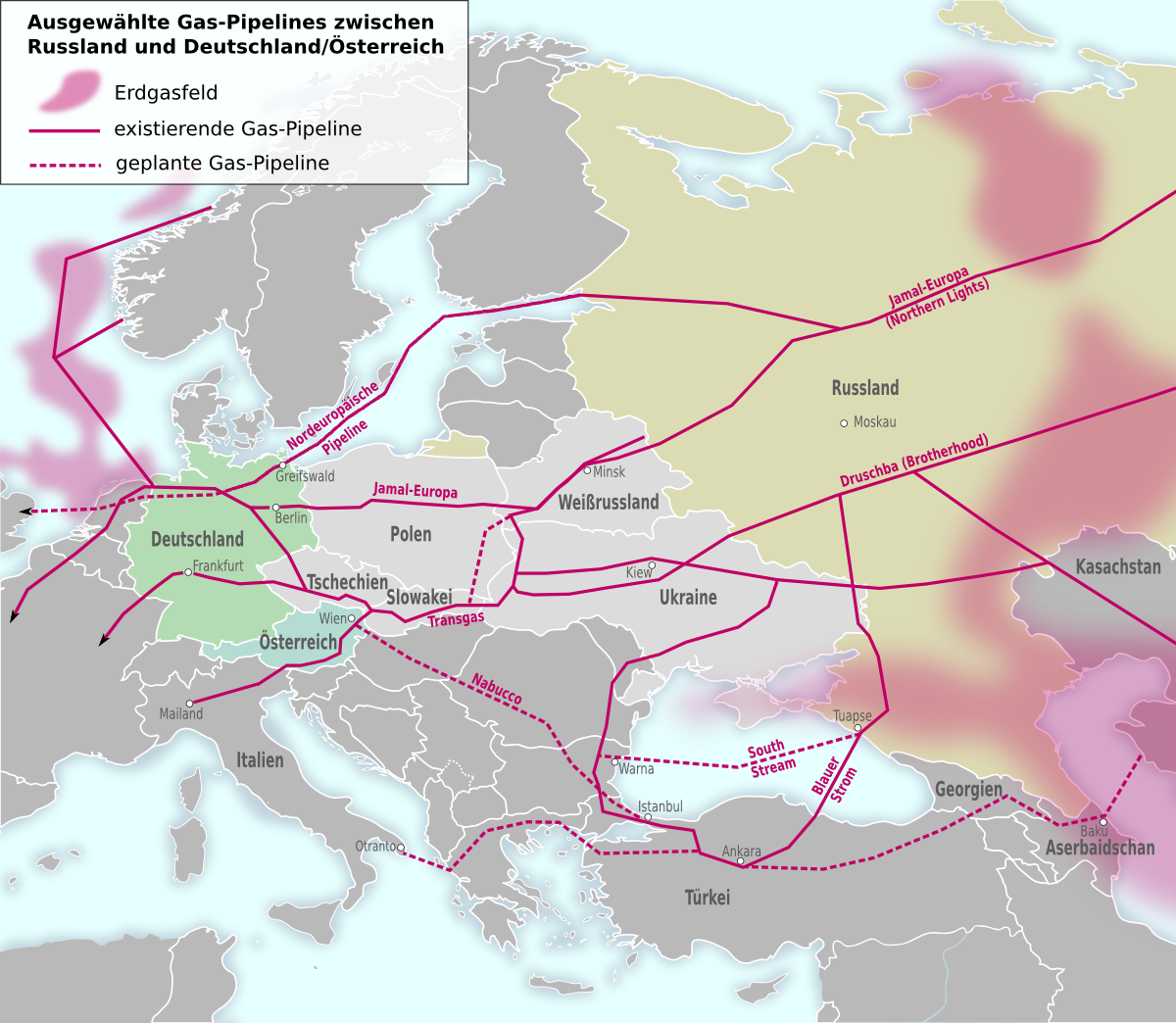
Karte von bestehenden und geplanten Gaspipelines in Europa

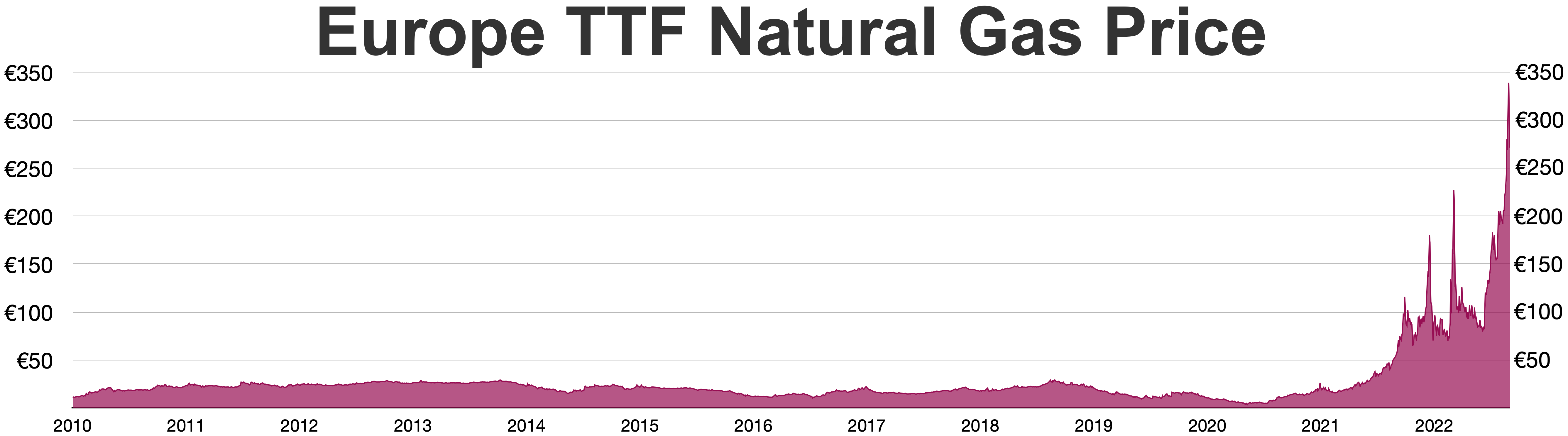
Europe TTF natural gas

### Vertrag von 2002 und Zusatzklausel von 2004
Gemäß dem Vertrag von 2002 zwischen der staatlichen russischen Gesellschaft Gazprom und der staatlichen ukrainischen Gesellschaft Naftohas, der am 21. Juni 2002 unterzeichnet wurde und bis Ende 2013 gültig war, erfolgte die Bezahlung des Transports von russischem Gas durch ukrainische Pipelines mit einer Art Tauschhandel. Die Ukraine durfte für die Bereitstellung der Transportinfrastruktur einen Teil des Erdgases für sich behalten. Ursprünglich sollte die Menge des abzugebenden Gases sowie der Verrechnungspreis jedes Jahr zwischen den Regierungen neu ausgehandelt werden.
Am 9. August 2004 einigten sich beide Staatsunternehmen auf die Zusatzklausel 4. Für den Erdgastransit sollte die Ukraine 1,09 Dollar je 1000 Kubikmeter und 100 Kilometer erhalten. Außerdem war die Ukraine berechtigt, russisches Erdgas zu einem Fixpreis von 50 Dollar je 1000 Kubikmeter zu beziehen. Gemäß dem Zusatz sollte der Preis bis Ende 2009 nicht geändert werden.
Gazprom argumentierte, dass der Zusatz 4 nur mit der Unterzeichnung des übergeordneten, jährlich erneuerbaren zwischenstaatlichen Protokolls anwendbar sei, das die Transitbedingungen spezifiziert und die Bedingung erfüllen müsse, dass der Gastransit mit Gaslieferungen verrechnet werde. Da dies bei dem aktuell angestrebten Übergang zur marktwirtschaftlichen Preisbildung nicht mehr gegeben sei, sei der Zusatz 4 nichtig.

### Konflikt 2005/2006
Im Frühjahr 2005 hatte Russland einen Fixpreis von 160 Dollar per 1000 Kubikmeter gefordert. Im November verlangte Gazprom 230 Dollar je 1000 Kubikmeter und begründete dies mit dem üblichen Weltmarktpreis. Hingegen sollte die Entschädigung für den Transit auf 1,74 Dollar je 1000 Kubikmeter und 100 Kilometer erhöht werden. Die Ukraine war der Ansicht, dass die russischen Forderungen dem Vertrag von 2002 und dem Zusatz 4 von 2004 widersprechen.
Zum Vergleich: Der übliche Tarif in Westeuropa betrug maximal 250 Dollar je 1000 Kubikmeter, der des gleichzeitig über russische Pipelines aus Turkmenistan an die Ukraine gelieferte Gaspreis betrug 50 Dollar. Für den Transitpreis gibt es allerdings keine Weltmarktpreise, er wird aus den spezifischen Bedienungs-Aufwendungen der Pipeline gebildet. 

#### Verhandlungen
Bei den Neuverhandlungen lehnte die Ukraine strikt jegliche Erhöhung des Gaspreises ab und schlug die Bezahlung mit Waffenlieferungen vor. Doch dann willigte der ukrainische Präsident Wiktor Juschtschenko ein, dass der Preis schrittweise erhöht werden sollte. Russlands Präsident Wladimir Putin war der Ansicht, dass die Ukraine genug Geld habe, um den Weltmarktpreis zu bezahlen: „Dies ist eine schwere Last für das russische Budget … Die ukrainischen Konsumenten erhalten heute Gas für einen tieferen Preis, als russische Bürger in ihrem eigenen Land bezahlen müssen! Und wir haben noch immer 25 Millionen Bürger, die unter der Armutsgrenze leben“.
Juschtschenko gab zu bedenken, dass die ukrainische Industrie nicht mehr profitabel arbeiten könne, sollte der Preis über 90 Dollar klettern. Er rief auch dazu auf, die Auseinandersetzung nicht unnötig zu politisieren und war zuversichtlich, dass das Problem auf wirtschaftliche statt politische Weise gelöst werden könne.
Mindestens 50 Prozent bis etwa zwei Dritteln der russischen Gasexporte an Staaten der EU führten 2005 durch die Ukraine. Russland wäre einer Fusion von Gazprom und Naftohas nicht abgeneigt gewesen, während die Ukraine dies ablehnte. Es wurde befürchtet, die Ukraine würde sonst die Kontrolle über die eigenen Pipelines verlieren. In ukrainischen Regierungskreisen wurde gefordert, die Pacht zu erhöhen, die Russland nach dem Flottenvertrag für die Stationierung der Schwarzmeerflotte in Sewastopol auf der Krim bezahlen muss. Verschiedene ukrainische Kreise waren der Ansicht, die Pachtzahlungen seien zu gering und forderten eine komplette Inventur der Anlagen, die laut Schätzungen einen Wert von zwei Milliarden Dollar besitzen. Russland hingegen sperrte sich gegen jegliche Neuverhandlungen. Es warnte die Ukraine davor, dieses Thema anzuschneiden, weil hier im Gegensatz zum Gasmarkt ein fixierter Preis bis 2017 festgelegt wurde. Zudem umfasste das Abkommen über die Schwarzmeerflotte und der ebenfalls 1997 abgeschlossene Freundschaftsvertrag auch die beidseitige Anerkennung der Grenzen. Es gibt Spekulationen darüber, dass die Forderungen auf Druck der Vereinigten Staaten (USA) erhoben wurden. Dies umso mehr, als sie nur wenige Stunden nach dem Besuch der damaligen US-Außenministerin Condoleezza Rice in Kiew am 8. Dezember 2005 erfolgten.

#### Liefereinstellung

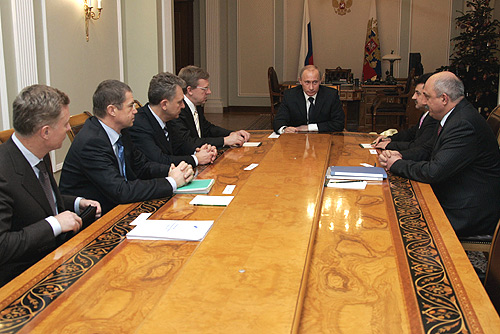
Wladimir Putin bei der Konferenz um den Gas-Streit am 29. Dezember 2005 mit Ministern und Industriellen

Am 13. Dezember 2005 machte Gazprom klar, dass die Erdgaslieferungen in die Ukraine am Neujahrstag eingestellt würden, sollte in der Frage der neuen Preise nicht bald eine Einigung erzielt werden. Am 14. Dezember 2005 gab Gazprom bekannt, dass sie einen Preis von 220 Dollar bis 230 Dollar für 1000 Kubikmeter verlangen würde. Die Ukraine stellte fest, dass ein solcher Schritt gegen die Verträge verstoßen würde und schlug eine internationale Vermittlung vor. Am 19. Dezember 2005 reiste der ukrainische Ministerpräsident Jurij Jechanurow nach Moskau, konnte aber keine Einigung erzielen. Einen Tag darauf sagte Jechanurow, die Ukraine könne in Zukunft auch ohne russisches Gas auskommen und forderte die Entwicklung von energieeffizienten Technologien.
Am 26. Dezember 2005 stellte Jechanurow in einem Fernsehinterview fest, die Ukraine besitze laut Vertrag das Recht, 15 Prozent des russischen Gases, das nach Westeuropa gepumpt wird, zurückzubehalten. Am 29. Dezember bot Wladimir Putin der Ukraine ein Darlehen von 3,6 Milliarden Dollar an, um die Kosten für den Übergang zu Weltmarktpreisen zu decken, doch Wiktor Juschtschenko lehnte dieses Angebot ab. Am 31. Dezember bot der russische Präsident an, die Preiserhöhung bis April 2006 auszusetzen, doch auch dies lehnte die Ukraine ab.
Am 1. Januar 2006 stoppte Russland wie angedroht die Gaslieferungen an die Ukraine und speiste nur noch das für die EU bestimmte Gas in das ukrainische Leitungssystem ein. In den zahlreichen ost- und mitteleuropäischen Ländern wurden vorübergehende Lieferschwankungen registriert. Dies erklärte Russland damit, dass die Ukraine weiterhin Erdgas für den Eigenbedarf abzweige, angeblich laut Medvedew 100 Millionen Kubikmeter.
Zum Beweis wurde eine Expertengruppe aus der Schweiz engagiert, die die Gasmengen an der russisch-ukrainischen und der ukrainisch-slowakischen Grenze messen sollte. Obwohl ein deutlicher Mengenunterschied fixiert wurde, weigerten sich die offiziellen ukrainischen Beobachter ihre Unterschrift unter das Protokoll zu setzen.

#### Auswirkungen
Zahlreiche europäische Länder meldeten vorübergehend einen Rückgang der Lieferungen:
- Österreich – Rückgang um rund ein Drittel
- Kroatien – Rückgang um rund ein Drittel
- Frankreich – Rückgang um 25 bis 30 Prozent
- Deutschland – Rückgang erwartet
- Ungarn – Rückgang russischer Importe um 40 Prozent
- Italien – Rückgang russischer Importe um 24 Prozent (6 Prozent der gesamten Importe)[20]
- Polen – Rückgang um 14 Prozent
- Rumänien – Rückgang um rund ein Drittel
- Slowakei – Rückgang um rund ein Drittel
- Slowenien – Rückgang um rund ein Drittel

Am 3. Januar stabilisierte Gazprom die Liefermengen. Die Nichtbelieferung der Ukraine blieb aufrechterhalten.

#### Einigung
Am 4. Januar 2006 einigten sich beide Länder darauf, den Konflikt beizulegen. Es wurde ein Vertrag unterzeichnet, der fünf Jahre gültig sein soll. Gazprom wurde die gewünschte Preiserhöhung gewährt, der Konzern verkauft das Gas über den Zwischenhändler RosUkrEnergo und erhält dafür 230 Dollar je 1000 Kubikmeter. RosUkrEnergo bekam von der Ukraine ihre Kaufrechte auf das weitaus billigere turkmenische Erdgas zu 50 Dollar und verkaufte ihr anschließend einen Mix aus russischem und turkmenischem Gas für einen Preis von 95 Dollar. Der Anteil des turkmenischen Gases bei diesem Mix beträgt etwa zwei Drittel, der des russischen etwa ein Drittel.
Es wurde auch beschlossen, den Tarif für den Erdgastransit von 1,09 Dollar auf 1,60 Dollar je 1000 Kubikmeter und 100 Kilometer zu erhöhen. Dies gilt sowohl für das russische Gas nach Europa, als auch für das turkmenische Gas in die Ukraine. Laut einem Gazprom-Sprecher würden die Tarife je nach Marktlage schwanken.
Die meisten Analysten waren der Ansicht, dass somit beide Seiten ihr Gesicht wahren konnten.
Erreicht hat dieses Ergebnis mitunter der Generalsekretär des Europäischen Rates Javier Solana, der vermittelnd in den Gasstreit eingriff, obwohl die österreichische EU-Präsidentschaft, die gerade mit dem 1. Januar 2006 den Ratsvorsitz übernommen hatte, eine Vermittlung nicht als dringend notwendig betrachtet hatte. Dennoch waren laut Herald Tribune hinter den Kulissen EU-Offizielle in „aggressiver Diplomatie“ engagiert. Zeugen sprachen davon, dass Solana „aggressiv auf Moskau eingedrungen habe“. Dabei war nicht klar gewesen, ob es sich um eine EU-Mission handelte oder ob Solana auf eigene Initiative gehandelt hat.

### Konflikt 2007/2008
Der Gazprom-Konzern drohte am 2. Oktober 2007, kurz nach der ukrainischen Parlamentswahl mit der Einstellung der Gaslieferungen, sollte die Ukraine nicht bis Ende Oktober ihre Schulden in Höhe von etwa 900 Millionen Euro begleichen. Die ukrainische Führung sagte eine baldige Zahlung zu und beglich diese anschließend.
Im Laufe des Winters kam es zu Lieferausfällen aus Zentralasien, insbesondere Turkmenistan, dem Hauptversorger der Ukraine. Infolgedessen half Gazprom der Ukraine spontan mit seinem eigenen Gas aus. Die Ukraine weigerte sich jedoch, den teureren Gazprom-Preis zu bezahlen und bestand weiterhin auf dem vorher vereinbarten Preis. Auf diese Weise häufte sich aus der Sicht von Gazprom eine Differenzsumme an, die als Schuld der Ukraine angesehen wurde.
Am 3. März 2008, sofort nach der Präsidentschaftswahl in Russland, drosselte Gazprom wie angekündigt die Gaslieferungen an die Ukraine um 25 Prozent (nach anderen Angaben 35 Prozent), weil das Land die Rechnungen nicht bezahlt habe. Die ukrainische Regierung behauptete dagegen, die offenen Beträge inzwischen beglichen zu haben. Der neuerliche Konflikt führte auch zu Spannungen zwischen dem ukrainischen Staatspräsidenten Juschtschenko und der Ministerpräsidentin Tymoschenko. Das Staatsoberhaupt warf dem Regierungskabinett unter Tymoschenko in einem offenen Brief Versagen in der Lösung der Krise vor.
Am 4. März 2008 kürzte der russische Gaskonzern die Lieferungen um weitere 25 Prozent.
Nach einer Kabinettssitzung am 5. März sagte Ministerpräsidentin Tymoschenko auf einer Pressekonferenz, die nach Angaben von Gazprom ausstehenden Rechnungen seien längst nach dem seit Ende 2007 vereinbarten Gaspreis beglichen. Vertreter von Naftohas sagten, dass, sollte Gazprom weiterhin weniger liefern, man alles tun werde um die „Versorgungssicherheit ukrainischer Verbraucher zu gewährleisten“. Der ukrainische Außenminister Wolodymyr Ohrysko widersprach den Vorwürfen, dass europäische Gaslieferungen von der Ukraine angezapft würden und sicherte Europa einen störungsfreien Transit zu. Nach Meldungen aus Russland reduzierte Naftohas am 5. März vorübergehend den Transit nach Europa zugunsten eigener Entnahme. Dies wurde aber nicht bestätigt. Nach telefonischen Verhandlungen von Vertretern beider Unternehmen sagte Gazprom am gleichen Tag schließlich eine Wiederaufnahme der Gaslieferungen im vollen Umfang zu. Zugleich sollten weitere Verhandlungen stattfinden und Lieferbedingungen für das Jahr 2008, beginnend ab 1. März 2008, festgelegt werden. Bis dahin geliefertes Gas soll nach den seit Ende 2007 vereinbarten Bedingungen abgerechnet werden.
Am 6. März 2008 veröffentlichte Ministerpräsidentin Tymoschenko einen offenen Brief an Juschtschenko, in dem sie ihre Sicht der Streitursache und die Wege daraus schildert. Sie betonte wiederholt, dass zukünftige Gaslieferungen aus Russland in die Ukraine ausschließlich in direkter Zusammenarbeit Gazproms mit Naftohas ohne jegliche Zwischenhändler stattfinden sollen.
Am 29. April 2008, bei dem gemeinsamen Treffen der russischen und ukrainischen Ministerpräsidenten in Kiew, verkündete die ukrainische Ministerpräsidentin eine komplette Begleichung der Schuld Naftohas gegenüber Gazprom.

### Konflikt 2008/2009

#### Verlauf
Im November 2008 kam es erneut zum Konflikt, als der russische Staatspräsident Dmitri Medwedew eine schnellstmögliche Begleichung der ukrainischen Gasschulden verlangte. Von russischer Seite wurde dabei eine Summe von 2,4 Milliarden US-Dollar genannt. Naftohas sprach dagegen von lediglich 1,3 Milliarden Dollar Schulden bei dem Zwischenhändler Rosukrenergo. Da im Zusammenhang mit der internationalen Finanzkrise die Währungsreserven der Ukraine stark zurückgegangen waren und die nationale Währung gegenüber dem Dollar stark nachließ, trafen die Forderungen aus Moskau die Ukraine zu einem denkbar ungünstigen Zeitpunkt. Die Begleichung der Schulden sowie Verzugsgebühren nannte Gazprom jedoch als Bedingung für einen neuen Vertrag für 2009.
Ende Dezember 2008 schloss Gazprom nicht aus, dass es durch ukrainische Abzweigungen zu Lieferproblemen in Westeuropa kommen könnte. Gazprom-Sprecher Sergej Kuprijanow sagte der Nachrichtenagentur Itar-Tass, dies habe Unternehmenschef Alexei Miller in einem Brief an die europäischen Großkunden mitgeteilt.
Wegen des Streits um die Bezahlung von Gasrechnungen und eines ausbleibenden Vertrags für 2009 stellte Gazprom schließlich am 1. Januar 2009 die Lieferungen in die Ukraine ein. Bereits nach wenigen Tagen wirkte sich der Streit auf die Versorgung anderer europäischer Staaten aus. Am 6. Januar 2009 meldeten die Türkei, Bulgarien, Griechenland und Mazedonien eine Einstellung der Lieferungen durch die ukrainischen Transitpipelines. In Österreich ging die Versorgung um 90 Prozent zurück. Nach Angaben der Ukraine waren die Lieferengpässe auf die reduzierte Einspeisung zurückzuführen, Russland warf dagegen der Ukraine das illegale Abzapfen der Transitpipelines vor. Am 7. Januar stoppte Gazprom schließlich die durch die Ukraine verlaufenden Lieferungen nach Westeuropa. Angesichts der Eskalation des Gasstreits nahm die Europäische Union Gespräche mit Russland und der Ukraine auf.
Das Problem der Gasschulden der Ukraine für das Jahr 2008 schien in der Zwischenzeit gelöst, wobei nach russischen Angaben immer noch die vertraglichen Gebühren in Höhe von etwa 650 Millionen US-Dollar für den Zahlungsverzug ausstanden. Streitpunkt war 2009 jedoch hauptsächlich der Preis der Gaslieferungen an die Ukraine. Ursprünglich bot Gazprom der Ukraine an, Gas für 250 US-Dollar pro 1000 Kubikmeter zu beziehen, was nur knapp unter dem durchschnittlichen Weltmarktpreis für Gas lag, den Gazprom für das Jahr 2009 erwartete. Dieser lag bei 260 bis 300 Dollar. Die ukrainische Seite war indes nur zu einem Preis von 201 bis maximal 235 US-Dollar bereit und verwies wiederholt auf eine Vereinbarung von Oktober 2008, nach welcher der Gaspreis für die Ukraine zwar auf Weltmarktniveau steigen solle, jedoch schrittweise über die nächsten drei Jahre verteilt. Nach der Abreise der ukrainischen Delegation erklärte Gazprom-Chef Alexei Miller, das Gas für die Ukraine künftig für 450 US-Dollar verkaufen zu wollen, was voraussichtlich mehr war, als die westeuropäischen Länder 2009 zahlen sollten.
Als Reaktion auf den Streit erklärte ein Kiewer Gericht die Durchleitung des russischen Gases über das ukrainische Leitungsnetz am 6. Januar 2009 für ungültig. Für den Transit bestand jedoch ein Vertrag bis 2010, zu dessen Aufhebung die ukrainische Gerichtsbarkeit nach den Vertragsregeln nicht berechtigt war.
Bei den Verhandlungen in Brüssel am 8. Januar sagte Gazprom-Chef Alexei Miller, sein Unternehmen wolle die Lieferungen an EU-Länder wiederaufnehmen, jedoch nur unter der Voraussetzung, dass die Pipelines in der Ukraine international überwacht werden. Unter dem Druck der Europäischen Union stimmte schließlich auch die Ukraine einer Beobachtermission zu. Auch mit der Forderung, dass die Mission russische Mitglieder beinhalten sollte, konnte sich Russland durchsetzen. Damit wurde ein baldiges Ende des Lieferstopps nach Europa erwartet, wobei die Frage der Lieferungen an die Ukraine selbst weiterhin ungelöst blieb.
Die Streitbeilegung verzögerte sich weiter, als bereits nach der Unterzeichnung des Abkommens durch Russland die Ukraine einige Passagen hinzufügte, in denen sie bestritt, jemals von den Transitlieferungen einen Teil des Gases abgezapft zu haben, sich schuldenfrei für das Gasjahr 2008 erklärte und die Beobachtermission auf nur einen Monat mit Verlängerungsoption reduzierte. Diese Zusätze nannte der russische Präsident Medwedew „verlogen“ und erklärte das Abkommen für nichtig, bis die umstrittenen Passagen wieder herausgenommen würden. Am Tag darauf zog die Ukraine die Passagen zurück, so dass das Abkommen endlich unterzeichnet werden konnte.
Am 13. Januar nahm Gazprom die Lieferungen wie erwartet wieder auf. Die Ukraine blockierte jedoch kurz darauf abermals, diesmal offen, die Leitungen, da aus ihrer Sicht die Transitbedingungen „nicht hinnehmbar“ seien. Diese waren in einem Vertrag im Jahre 2006 für vier Jahre im Voraus ausgehandelt worden. Darin waren sowohl die Höhe der Transitgebühren als auch die ukrainische Verpflichtung festgehalten, das sogenannte technische Gas zur Verfügung zu stellen, das für die Verdichterstationen entlang der Leitung benötigt wird. Die Ukraine hatte bereits nach der Einigung am Vorabend angekündigt, das technische Gas weiterhin aus russischen Transitmengen zu entnehmen.

#### Folgen
Unter der von der Ukraine zu verantwortenden Gasblockade litten vor allem die südosteuropäischen Länder. Am meisten betroffen waren die Slowakei, Bulgarien, Serbien und Moldawien. Ihre Abhängigkeit vom Gas, das durch die Ukraine fließt, ist sehr hoch, während ihre Speichermöglichkeiten relativ gering sind. In Bulgarien mussten zahlreiche Schulen geschlossen werden, Brennholz und Kohle waren durch die Nachfrageflut Mangelware. Bulgarien forderte für den Lieferausfall von 124 Millionen Kubikmetern Erdgas einen Schadensersatz von Gazprom.
Durch den Ausfall des Großteils des Gasabsatzes verlor Russland täglich bis zu 120 Millionen US-Dollar, weshalb das Land an einer schnellstmöglichen Wiederaufnahme der Lieferungen interessiert war. Der kumulierte Schaden betrug laut Präsident Wladimir Putin am 14. Januar 1,1 Milliarden Dollar ohne Berücksichtigung der langfristigen Reputationsschädigung. Der einzige positive Effekt, den die Experten für Russland sahen, war die größer erscheinende Notwendigkeit des Baus der Ostsee-Pipeline.
Die Lösung des Konflikts sahen Beobachter vor allem durch das innenpolitische Chaos in der Ukraine erschwert.

### Konflikt 2014
Nach der Annexion der Krim durch Russland stellte Russlands Ministerpräsident Dmitri Medwedew am 21. März die Gültigkeit der 2010 geschlossenen Charkiw-Verträge in Frage. Grundlage des bis dahin gewährten Rabatts von 100 Dollar je 1000 Kubikmeter sei die Nutzung eines Marinestützpunkts auf der Halbinsel Krim gewesen. Gazprom forderte die Ukraine auf, offene Rechnungen für Gaslieferungen im Gesamtwert von 1,55 Milliarden Dollar (1,12 Milliarden Euro) zu bezahlen. Im Falle der Nichtbegleichung wurde ein Lieferstopp angedroht. Moskau hatte Kiew zuvor Preisrabatte beim Erdgas gewährt, nachdem der (später entmachtete) Präsident Viktor Janukowitsch auf Druck Moskaus erklärt hatte, ein über Jahre ausgehandeltes EU-Assoziierungsabkommen nicht zu unterzeichnen. Anfang April 2014, nach dem Sturz Janukowitschs, kehrte Russland zum Gaspreis von 485,50 Dollar je 1000 Kubikmeter zurück. Er entspricht der Ausgangslage, die im Zuge des letzten großen Gaskonflikts Ende 2009 erreicht worden war.
In Reaktion auf die politische Abhängigkeit von russischen Energieimporten warb der ukrainische Botschafter in den USA, Olexander Motsykden, im April 2014 bei US-Firmen um Investitionen in erneuerbare Energien in der Ukraine, um deren Abhängigkeit von russischen Energielieferungen zu vermindern.
Am Abend des 30. Oktober 2014 einigten sich in Brüssel die Ukraine, Russland und die Europäische Union hinsichtlich mehrerer strittiger Punkte; dieses „Paket“ sollte die Gasversorgung der Ukraine – und damit letztlich auch Europas – während des Winters 2014/15 sichern. Diese Einigung wurde dank der Verhandlungen von EU-Energiekommissar Günther Oettinger erreicht und stellte den bisher größten Verhandlungserfolg in diesem seit einem Jahrzehnt schwelenden Konflikt dar. Oettinger drang immer wieder auf einen erfolgreichen Abschluss zwischen den Partnern, um die Versorgungssicherheit der Europäischen Union sicherzustellen.
Der Historiker Markian Prokopovych schrieb dazu im Herbst 2014: „Doch während wir in unseren komfortablen, von russischem Gas beheizten Wohnungen Nachrichten schauen, werden die Menschen in den „wilden Feldern“ – oder besser noch Bloodlands – in den nächsten Jahrzehnten die Folgen des tobenden Konflikts zu tragen haben“.
Im Frühjahr 2017 entfiel nach einem ersten Spruch des Stockholmer Schiedsgerichts die latente Drohung einer Milliardenklage gegen Naftohas, einem Überbleibsel des Knebelvertrags von 2009. Russland hatte zu diesem Zeitpunkt noch die Möglichkeit, das Urteil weiter zu ziehen. Der endgültige Schiedsspruch sprach der Ukraine unter dem Strich 2,5 Milliarden Dollar zu. Bis zu diesem Zeitpunkt hatte sich die Ukraine zudem unabhängig gemacht von direkten Lieferungen von Gazprom.

### Russischer Überfall auf die Ukraine 2022
Am 11. Mai 2022 stoppte die Ukraine den Gastransit über die Pipeline Sojus nach Mitteleuropa. Aufgrund der Aktivitäten russischer Truppen in der Oblast Luhansk sei der ungestörte Betrieb des Punktes Sochraniwka und der Verdichterstation Nowopskow nicht möglich. Gazprom dementierte die ukrainische Darstellung.
Im zweiten Quartal 2024 haben die EU-Staaten erstmals wieder mehr Gas aus Russland importiert als aus den USA.
Der Transitvertrag zwischen Gazprom und Naftohas, um russisches Gas durch die Ukraine nach Europa zu transportieren, endet voraussichtlich am 31. Dezember 2024.

## Politischer Hintergrund
Politische Beobachter gehen davon aus, dass Russland die Preiserhöhungen samt dem Druckmittel Lieferboykott eingeleitet habe, um die Ukraine für die Annäherung an den Westen nach der so genannten „Orangen Revolution“ zu bestrafen. Als weiterer Grund wird angegeben, die Popularität des Präsidenten und seiner Partei sollte beim ukrainischen Volk vor den Wahlen im Frühling 2006 beeinträchtigt werden. Auch versuche Russland, sich der Kontrolle der ukrainischen Pipelines zu bemächtigen. Das neuerliche Aufflammen des Konflikts unmittelbar nach den ukrainischen Parlamentswahlen 2007 weist ebenfalls auf politische Motive hin. Beobachter vermuten, Russland wolle so, nachdem klar wurde, dass die eher westlich orientierten Parteien eine knappe Mehrheit erreichen würden, eine Beteiligung der eher an Russland orientierten und die russischsprachige Bevölkerungsgruppe innerhalb der Ukraine repräsentierenden Partei der Regionen an der neuen Regierung erreichen. Schon im Vorfeld der Wahl hatte der russische Botschafter in der Ukraine, Wiktor Tschernomyrdin, von einer möglichen Steigerung des Gaspreises gesprochen, sollte Julija Tymoschenko aus dem Lager der Kräfte der „Orangen Revolution“ neue Ministerpräsidentin werden.
Russische Politiker hingegen sprachen von einer ‚Erpressungspolitik‘ der Ukraine gegenüber Russland und Westeuropa und hoben ausschließlich wirtschaftliche Aspekte hervor. Außer der Eskalation des Streits direkt nach der Präsidentschaftswahl in Russland wurden auch Verbindungen mit dem innerukrainischen Streit um einen Beitritt der Ukraine zum Membership Action Plan der NATO diskutiert. Am Tag der Streitbeilegung meldeten ukrainische Politiker, dass während des NATO-Treffens vom 2. bis 4. April 2008 in Rumänien keine Verhandlungen über den Beitritt der Ukraine stattfinden werden, obwohl noch am 4. Februar der US-Botschafter in der Ukraine eine Meldung über Bereitschaft der Ukraine zu den Verhandlungen und gute Aussichten auf deren Erfolg verbreitete. Russland argumentierte, dass die Erhöhung der Gaspreise aus rein wirtschaftlichen und nicht aus politischen Gründen erfolge. Der Verkauf des Gases an die Ukraine zu stark reduzierten Preisen sei eine De-facto-Subvention, die den russischen Staatshaushalt vor dem Hintergrund besserer Verkaufsmöglichkeiten jährlich um bis zu vier Milliarden Euro belaste, ungeachtet wirtschaftlicher Folgeeffekte wie zum Beispiel der Dumping-Exporte der ukrainischen Stahlindustrie. Russland wies auch darauf hin, dass bei anderen ex-sowjetischen Ländern wie Armenien, Georgien, Moldawien und den baltischen Staaten ebenfalls die Preise erhöht würden. Allerdings mussten diese Länder im Jahr 2006 lediglich zwischen 110 und 125 Dollar je 1000 Kubikmeter bezahlen. Tatsache sei aber, dass das für Transkaukasien bestimmte Gas aus Vorkommen stamme, die nicht mit der Leitungsstruktur nach Europa verbunden sind und im Gegensatz zur Ukraine keine Opportunitätskosten für Russland aus dem Nicht-Verkauf nach Europa entstünden. Im Falle von Belarus, das russisches Erdgas zu einem Preis von nur 128 Dollar bezieht, verweist Russland auf eine vollkommen andere Situation bei den Eigentumsverhältnissen am belarussischen Leitungssystem und den dazugehörigen Grundstücken: Um einen extrem reduzierten Preis beizubehalten, überließ Belarus die Kontrolle über sein Leitungssystem einem russisch geführten Konsortium.
Ähnliches hatte Gazprom auch der Ukraine vorgeschlagen; die Ukraine lehnte es aber ab, Naftohas mit Gazprom zu fusionieren.
Die Russen verknüpften bei diesen Verhandlungen zahlreiche Forderungen miteinander.
Im Herbst 2011 verhandelten die Ukraine und Russland erneut um Preise und Lieferbedingungen für russisches Erdgas, dabei setzte die ukrainische Seite ihre erforderliche Zustimmung für einen russischen Beitritt zur Welthandelsorganisation (WTO) als Druckmittel ein, um die russische Seite so zum Einlenken zu bringen. Nach Angaben des ersten Stellvertretenden Ministerpräsidenten der Ukraine Andrij Kljujew vom November 2011 zahlte die Ukraine zu diesem Zeitpunkt 414 US-Dollar für 1000 Kubikmeter russischen Erdgases. Die Verhandlungen blieben zunächst ergebnislos. Die ukrainische Seite erklärte im Januar 2012, dass der von der Ukraine bezahlte Tarif für die russischen Lieferungen mittlerweile deutlich überzogen sei, westlichere Handelspartner würden inzwischen deutlich günstigere Tarife anbieten. Auch aus diesem Grund wolle die Ukraine ihren Gasverbrauch weiter senken und den Import von russischem Gas reduzieren. Da die Versuche mit den russischen Gaslieferanten niedrigere Preise auszuhandeln scheiterten, gab die ukrainische Regierung im November 2012 bekannt, Erdgas nun anderswo in Europa einzukaufen. Unter anderem wurde mit dem deutschen Energieversorgungskonzern RWE ein Vertrag über den Kauf von fünf Milliarden Kubikmeter Gas für das Jahr 2013 abgeschlossen. Zugleich wurden die ukrainischen Gaseinkäufe in Russland drastisch gekürzt. Gazprom berechnete der ukrainischen Seite aus diesem Grund sieben Milliarden US-Dollar Vertragsstrafe. Die Ukraine erklärte, diese Strafe nicht zahlen zu wollen.